# Warzucha duńska
Warzucha duńska (Cochlearia danica L.) – gatunek rośliny z rodziny kapustowatych (Brassicaceae). Występuje w zachodniej i północnej Europie, na wschód sięgając do: Szwajcarii, Niemiec, krajów bałtyckich i Finlandii. Jako nowy przybysz obecny jest w Europie Środkowej (Austria, Czechy, Węgry). W Polsce do końca XX wieku notowany był jako efemerofit – gatunek przejściowo zawleczony do Gdańska. Od początku XXI wieku rozprzestrzenia się wzdłuż dróg, zwłaszcza w zachodniej części kraju; ma status zadomowionego antropofita.

## Morfologia

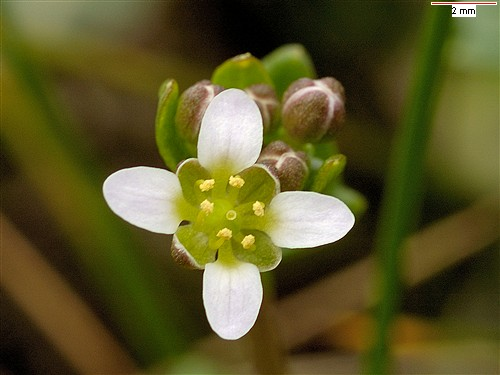
Kwiat

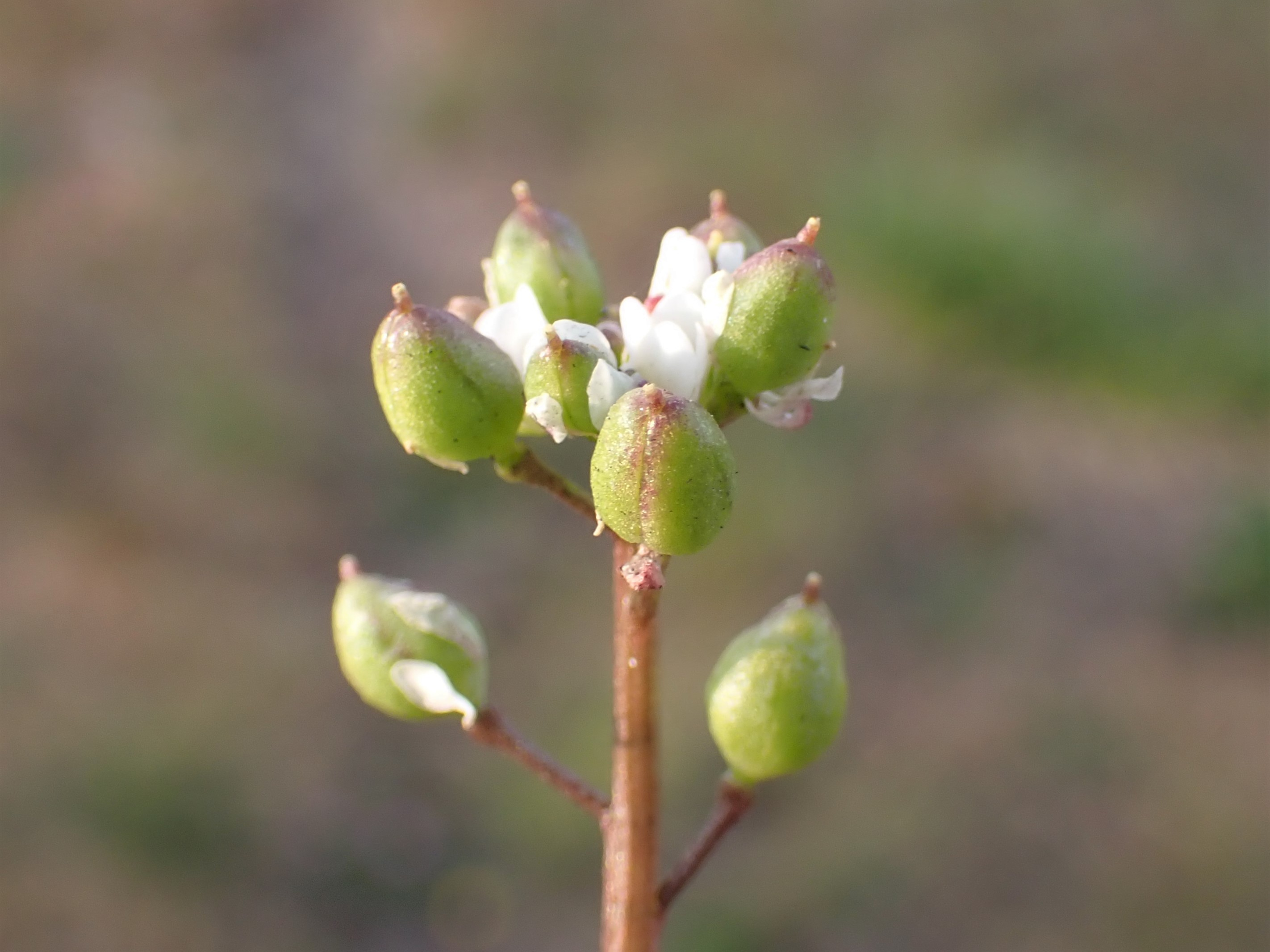
Owoce

PokrójRoślina zielna osiągająca 20 cm wysokości.
LiśćW odróżnieniu od innych środkowoeuropejskich gatunków tego rodzaju liście są ogonkowe, bez uszek.
KwiatyNiepozorne, do 5 mm  średnicy z białymi lub różowymi płatkami korony.
OwocŁuszczynka.